# Hermosa
Hermosa – miasto w Stanach Zjednoczonych, w stanie Dakota Południowa, w hrabstwie Custer.